# Ardisia willisii
Ardisia willisii är en viveväxtart som beskrevs av Mez. Ardisia willisii ingår i släktet Ardisia och familjen viveväxter. Inga underarter finns listade i Catalogue of Life.